# ثورة يسوع (فلم)
ثورة يسوع (بالإنجليزية: Jesus Revolution)  هو فيلم أمريكي من إخراج جون إروين وبرنت ماكوركل، ومن بطولة كيلسي جرامر وجويل كورتني وكيمبرلي ويليامز بيزلي، تم تصوير الفيلم في موبيل، ألاباما في مارس 2022. ومن المقرر عرضه في 24 فبراير 2023.

## طاقم التمثيل
- كيلسي جرامر.[7]
- جويل كورتني.[8]
- كيمبرلي ويليامز بيزلي [7]
- آنا جريس بارلو.[7]
- جوناثان رومي.[9]
- نيكولاس سيريلو [7]
- ألي إيوانيدس [7]
- جوليا كامبل [7]
- نيكولاس بيشوب [7]
- جولي جينكينز [7]
- ديفون فرانكلين.[10]

## روابط خارجية
- مقالات تستعمل روابط فنية بلا صلة مع ويكي بيانات